# Sali Kelmendi
Sali Kelmendi (ur. 31 maja 1947 w Tiranie, zm. 7 lutego 2015 tamże) – albański inżynier i polityk, burmistrz Tirany w latach 1996-2000. Członek Demokratycznej Partii Albanii.

## Życiorys
Ukończył studia inżynieryjne na Uniwersytecie Tirańskim. W początkach lat 90. pracował w ministerstwie edukacji. Tam też zakładał pierwsze wolne związki zawodowe, a następnie należał do grona założycieli Demokratycznej Partii Albanii. Po wyborach w czerwcu 1992 objął funkcję pierwszego niekomunistycznego burmistrza Tirany. W kwietniu 1993 reprezentował władze Tirany w czasie pielgrzymki papieża Jana Pawła II do Albanii. W okresie jego rządów dokonano prywatyzacji większości mieszkań i przedsiębiorstw w Tiranie, a także rozpoczęto renowację obiektów użyteczności publicznej. Był inicjatorem utworzenia Stowarzyszenia Miast i Gmin w Albanii. 
W 1999 wystąpił z Demokratycznej Partii Albanii i związał się z Nową Partią Demokratyczną. W latach 2005–2012 pracował w ministerstwie spraw wewnętrznych. W latach 2007–2011 zasiadał w radzie miejskiej Tirany.
Zmarł 7 lutego 2015 w Tiranie na atak serca.

## Publikacje
- Sali Kelmendi: Tirana në vitet 1992-1996. Tirana: 1998. (alb.). Brak numerów stron w książce